# Zapasy na Igrzyskach Azjatyckich 1990
Turniej zapasów na Igrzyskach Azjatyckich 1990 rozegrano w Pekinie. Zawody stylu klasycznego trwały od 23 do 26 września. W stylu wolnym rywalizowano pomiędzy 30 września a 1 października.

## Klasyfikacja medalowa
Gospodarz zawodów został zaznaczony kolorem.
| Klasyfikacja medalowa | Klasyfikacja medalowa | Klasyfikacja medalowa | Klasyfikacja medalowa | Klasyfikacja medalowa | Klasyfikacja medalowa |
| Miejsce               | Państwo               | Złoto                 | Srebro                | Brąz                  | Razem                 |
| --------------------- | --------------------- | --------------------- | --------------------- | --------------------- | --------------------- |
| 1                     | Korea Południowa      | 11                    | 0                     | 4                     | 15                    |
| 2                     | Iran                  | 3                     | 5                     | 5                     | 13                    |
| 3                     | Chiny                 | 2                     | 6                     | 2                     | 10                    |
| 4                     | Japonia               | 2                     | 2                     | 3                     | 7                     |
| 5                     | Mongolia              | 1                     | 4                     | 1                     | 6                     |
| 6                     | Korea Północna        | 1                     | 2                     | 2                     | 5                     |
| 7                     | Indie                 | 0                     | 1                     | 1                     | 2                     |
| 8                     | Syria                 | 0                     | 0                     | 2                     | 2                     |
| Razem                 | Razem                 | 20                    | 20                    | 20                    | 60                    |

## Mężczyźni

### Styl klasyczny
| Konkurencja |                    |                     |                     |
| ----------- | ------------------ | ------------------- | ------------------- |
| 48 kg       | Gwon Deog-yong     | Han Sang-jik        | Madżid Reza Simchah |
| 52 kg       | An Han-bong        | Hu Richa            | Pak Bom-su          |
| 57 kg       | Si Jin-chul        | Yang Changling      | Ahad Pazadż         |
| 62 kg       | Shigeki Nishiguchi | Hasan Jusefi Afszar | Hu Guohong          |
| 68 kg       | Moon Chung-sik     | Yi Libatu           | Takumi Mori         |
| 74 kg       | Han Chee-ho        | Hiromichi Itō       | Masud Ghadimi       |
| 82 kg       | Kim Sang-kyu       | Li Daxin            | Mohamed Zayar       |
| 90 kg       | Ueon Jin-han       | Gu Maosheng         | Yasutoshi Moriyama  |
| 100 kg      | Bo Yu              | Mohammad Naderi     | Ahmad Al-Shamy      |
| 130 kg      | Hu Riga            | Ali Reza Lorestani  | Hidenori Nara       |

### Styl wolny
| Konkurencja |                   |                        |                         |
| ----------- | ----------------- | ---------------------- | ----------------------- |
| 48 kg       | Kim Jong-shin     | Ombir Singh            | Cerenbaataryn Chosbajar |
| 52 kg       | Owejs Mallahi     | Hideo Sasayama         | Sol Su-chol             |
| 57 kg       | Kim Yong-sik      | Arslangijn Cedensodnom | Dżalil Dżahanszahi      |
| 62 kg       | Takumi Adachi     | Kim Il-chol            | Shin Sang-kyu           |
| 68 kg       | Park Jang-Soon    | Rasul Chadem           | Yang Zhigang            |
| 74 kg       | Behruz Jari       | Lodojn Enchbajar       | Park Jae-hyun           |
| 82 kg       | Puncagijn Süchbat | Ajatollah Wagozari     | Lee Dong-woo            |
| 90 kg       | Oh Hyo-chul       | Qu Zhongdong           | Ajjub Baninosrat        |
| 100 kg      | Kim Tae-woo       | Boldyn Dżawchlantögs   | Subhash Verma           |
| 130 kg      | Reza Suchtesaraji | Aduuchiin Baatarkhüü   | Jo Byung-eun            |